# Gobuntu
Gobuntu foi uma distribuição de Linux, e uma das derivadas oficiais do projeto Ubuntu, sendo um sistema operativo (sistema operacional, no Brasil) que consistia somente estritamente em software livre, não incluindo "binary blobs" nem firmware que não seja livre.
O projeto foi reincorporado à linha de desenvolvimento principal do Ubuntu em 2009.